# Sound of the Underground (sång)
Sound of the Underground är en sång av Girls Aloud, utgiven som singel i december 2002 från albumet Sound of the Underground. Singeln gick direkt in på förstaplatsen på UK Singles Chart.

## Låtlista
CD-singel
1. "Sound of the Underground" – 3:41
2. "Stay Another Day" (Tony Mortimer, Rob Kean, Dominic Hawken) – 4:24
3. "Sound of the Underground" (Brian Higgins Remix) – 4:40

## Medverkande
- Sarah Harding
- Cheryl Tweedy
- Nadine Coyle
- Nicola Roberts
- Kimberley Walsh